# Дождись лета и посмотри, что будет
«Дождись лета и посмотри, что будет» — роман писателя и драматурга Романа Михайлова, опубликованный в 2021 году. Впоследствии роман был экранизирован автором, снявшим на его основе сериал «Путешествие на солнце и обратно».

## Сюжет
«Дождись лета и посмотри, что будет» — седьмая книга автора, любовный роман родом из девяностых, в котором на бандитских свадьбах появляются самые красивые принцессы, в актовых залах психиатрических больниц ставят спектакли, на винтовых хатах ждут поездов дальнего следования, а в развеваемых ветром цветах, словно в приятном море плещется братва" — Из аннотации к книге «Дождись лета и посмотри, что будет» .

## Персонажи
- Руслан — главный герой
- Алик — друг героя
- Аладдин — друг героя
- Доктор (он же Эдуард Петрович)
- Жасмин — возлюбленная героя
- Кальмар (он же Джинн)
- Ласло — друг героя
- Мазай
- Мама Лена
- Медсестра
- Митя
- Мать главного героя
- Невеста
- Отец главного героя (Вова Инженер)
- Полковник
- Тётя Марина
- Толик
- Химоз

Алик — друг главного героя. Вспыльчивый молодой человек из неблагополучной семьи — отец пьяница, ушёл в запой после закрытия завода на котором работал. Алик классический представитель уличной шпаны, которым стал по неволе. Однако человек рассудительный, умеет получить свою выгоду. 
«Обычно это Митя и Алик провоцировали махачи на дискотеках, затем разыскивали по району тех, с кем дрались, и разбирались. У них был какой-то переизбыток жизненности и агрессии. Иногда я радовался, что дружу с ними, а не против них, иначе жизни бы не было.»
«Отец Алика был одним из многих, кто остался без работы после закрытия завода. До этого он был веселым и убедительным… А после закрытия
завода стал постоянно бухать.»

«А Алик был более четким. Он объяснял, что надо делать дела, искать выходы на людей. Подозреваю, что он со мной сдружился из-за того, что слышал про моего отца и его биографию.»
Ласло — верный друг главного героя. Настоящее имя персонажа не известно, Ласло — это прозвище которое дал ему главный герой в честь персонажа из книги.
«Книга „Венгерские народные сказки“ с синей обложкой. В одной из сказок был персонаж Ласло. Много картинок. Синей краской на белом фоне. Ласло идет в лес, Ласло встречает духа леса, Ласло просит ему помочь. К Ласло прилетает большая птица и велит следовать за ней. Ласло находит сундук». — Цитата из «Дождись лета и посмотри, что будет»
«Прямо под окном, стоял и смотрел на меня Ласло. Мой друг. Единственный человек, которого я считал своим другом и кому мог хоть что-то доверить. Это я его когда-то назвал Ласло, понятно почему, и это погоняло к нему прилипло, все стали так его называть. Я ему не рассказывал про картинки в книгах, но почему-то казалось, что он обо всем догадывается.»
Внешне выглядит как молодой, худощавый человек. Имеет психические заболевания, родные считают его обузой, всё время пытаются упечь Ласло в больницу.
«Отец и мачеха Ласло по возможности скидывали его в больницу, он им явно мешал жить. После больницы он обычно гулял несколько недель — ходил по всевозможным местам, целыми днями. Алик не очень любил, когда Ласло находился с нами, говорил, что он сводит всех нас с ума, но при этом все равно относился к нему с сердечностью.»
Однако Ласло особенный персонаж, он понимает и чувствует то, чего не понимают и не чувствуют другие.
«Мне казалось, что у Ласло больше силы, чем у Аладдина. Просто Аладдин ещё не сталкивался с настоящими проблемами, которые не решаются смелыми движениями типа „вставить ствол в рот“. А Ласло сталкивался. С тем „ж-ж-ж-ж-ж-ж-ж“ на больничной стене, с лесным духом, например.»

«Листая книгу о царевне, Ласло в один момент посмотрел на меня с ухмылкой. Видимо, обо всем догадался.»
Аладдин — молодой человек спортивного телосложения. Связан с преступным миром.
«Одного я сразу же узнал, как только зашел в зал. Аладдин. Он должен был рано или поздно появиться в моей жизни. Гном его очень ценил, ставил всем в пример. Аладдин тренировался с лютой отдачей, иногда даже оставался после тренировок, чтобы поколотить по мешку. Он напоминал Алика по общему движению, только был явно посерьезнее, приезжал на тренировки на своей машине, общался там с парой пацанов — хороших боксеров.»
«Да, я понял, что Аладдин из братвы. Почти те же люди, с кем общался раньше Алик.»

«3 апреля. Аладдин сказал, что есть небольшое дело, надо съездить с пацанами в одно место, чисто прогуляться. Будет здорово, если составлю компанию, но он не настаивает. Конечно, согласился. Кактолько я сел в машину, Аладдин протянул пистолет, сказал, что это тэтэшечка, чисто для вида.»

## Награды
В 2021 году за данное произведение Роман Михайлов получил премию Андрея Белого в номинации «Проза».